# Steffani Brass
Steffani Anne Brass (Los Angeles, 16 febbraio 1992) è un'attrice statunitense.

## Biografia
Brass è la più giovane di quattro figli, ha due sorelle e un fratello maggiori, inoltre ha un nipote. Ha iniziato a recitare nei primi anni della propria vita apparendo in una pubblicità a soli sei mesi di età. Da allora ha partecipato in più di cinquanta pubblicità nazionali e cartelloni pubblicitari. Nella sua prima apparizione in un programma televisivo Brass interpretava una ragazza chiamata Kelly in un episodio di The Amanda Show e aveva appena sette anni. Partecipò a un altro episodio dello stesso show sue anni dopo, nella parte di Becky.
Brass è comparsa in molti telefilm tra cui Tutti amano Raymond, E.R. - Medici in prima linea, Malcolm e Friends. Ha anche partecipato in alcuni film, fra cui Target nel 2004.
Tra il maggio 2006 e il maggio 2007 ha tenuto un proprio webshow chiamato GirlTalkTV insieme all'attrice Abigail Mavity.

## Filmografia

### Cinema
- Ted Bundy, regia di Matthew Bright (2002)
- Target, regia di William Webb (2004)

### Televisione
- Amanda Show (The Amanda Show) – serie TV, 2 episodi (1999-2001)
- Tutti amano Raymond (Everybody Loves Raymond) – serie TV, episodio 4x13 (2000)
- 2000, episodio di Women (If These Walls Could Talk 2), regia di Anne Heche – film TV (2000)
- E.R. - Medici in prima linea (ER) – serie TV, episodio 6x20 (2000)
- Tutte le donne del Presidente (Running Mates), regia di Ron Lagomarsino – film TV (2000)
- Gideon's Crossing – serie TV, episodio 1x06 (2000)
- Malcolm – serie TV, episodio 2x14 (2001)
- CSI - Scena del crimine (CSI: Crime Scene Investigation) – serie TV, episodio 1x21 (2001)
- Andy Dick Show (The Andy Dick Show) – serie TV, episodio 2x01 (2001)
- Friends – serie TV, episodio 8x01 (2001)
- Strepitose Parkers (The Parkers) – serie TV, episodio 3x08 (2001)
- NYPD - New York Police Department (NYPD Blue) – serie TV, episodio 9x04 (2001)
- For the People – serie TV, episodio 1x05 (2002)
- Oliver Beene – serie TV, episodio 1x05 (2003)
- Senza traccia (Without a Trace) – serie TV, episodio 1x23 (2003)
- Miracles – serie TV, episodio 1x08 (2003)
- A Carol Christmas, regia di Matthew Irmas – film TV (2003)
- That '70s Show – serie TV, episodio 6x09 (2004)
- Crossing Jordan – serie TV, episodio 4x03 (2004)
- Silver Lake, regia di Kevin Bray – film TV (2004)
- Six Feet Under – serie TV, 5 episodi (2004-2005)
- Due uomini e mezzo (Two and a Half Men) – serie TV, episodi 1x22-7x19 (2004-2010)
- No Ordinary Family – serie TV, episodio 1x12 (2011)
- La vita segreta di una teenager americana (The Secret Life of the American Teenager) – serie TV, episodio 4x06 (2011)
- The Middle – serie TV, episodi 2x23-3x22 (2011-2012)
- Babysitter's Black Book - Ragazze perdute (Babysitter's Black Book), regia di Lee Friedlander – film TV (2015)